# Чэнь Цзинь
Чэнь Цзинь (кит. упр. 陈金, пиньинь Chén Jīn, р.10 января 1986) — китайский бадминтонист, чемпион мира и призёр Олимпийских игр.
Чэнь Цзинь родился в 1986 году в Ханьдане провинции Хэбэй. В 2002 году стал чемпионом мира среди юниоров, с 2004 года стал регулярно появляться среди команд-победителей Кубка Томаса. В 2006 и 2010 годах завоёвывал золотые медали Азиатских игр, в 2008 году завоевал бронзовую медаль Олимпиады в Пекине, в 2010 году стал чемпионом мира.